# Othoniel Romero Hernández
Othoniel Romero Hernández (Coatzacoalcos, México; 18 de julio de 1991) es un futbolista mexicano. Juega como Portero en el Atlético Coatzacoalcos, de la Segunda División de México.

## Clubes
| Club                   | País   | Año             |
| ---------------------- | ------ | --------------- |
| Atlético Coatzacoalcos | México | 2014 - presente |

## Palmarés

### Campeonatos nacionales
| Título                     | Club                   | País   | Año  |
| -------------------------- | ---------------------- | ------ | ---- |
| Segunda División de México | Atlético Coatzacoalcos | México | 2014 |